# Sphaericus flavipennis
Sphaericus flavipennis là một loài bọ cánh cứng trong họ Ptinidae. Loài này được Bellés miêu tả khoa học năm 1998.